# Lasioglossum sublatens
Lasioglossum sublatens är en biart som först beskrevs av Cockerell 1926.  Lasioglossum sublatens ingår i släktet smalbin, och familjen vägbin. Inga underarter finns listade i Catalogue of Life.